# Tennis (jeu vidéo, 1984)
Pour les articles homonymes, voir Tennis (jeu vidéo).
Tennis est un jeu vidéo de tennis développé et édité par Nintendo, sorti en 1984. 

## Système de jeu
Le concept du jeu est très simple : le joueur contrôle le joueur en bas de l'écran et est opposé à un adversaire contrôlé par l'ordinateur. Le jeu utilise le même système de comptage des points que le tennis. Tennis permet aussi de jouer des matchs en double à deux joueurs contre deux adversaires virtuels, mais pas à deux joueurs de s'affronter dans un même match.
Le joueur possède seulement deux choix dans la manière de frapper la balle : un coup normal (bouton A) ou un lob (bouton B). La direction de la balle dépend du moment de la frappe, si le joueur (droitier) prend rapidement la balle en coup droit, elle partira vers la droite ; s'il frappe tardivement la balle ira davantage vers la gauche. Si le joueur peut récupérer un lob de l'adversaire, il peut alors smasher la balle. Aux niveaux de difficulté les plus élevés, il est pratiquement impossible de gagner le point autrement que par un smash.

## Rééditions
Le jeu Tennis a été réédité une première fois en 1985 par Hudson Soft sur NEC PC-8801. En 1989, le jeu est à nouveau édité sur Game Boy, puis une nouvelle fois en 2002 pour l'e-Reader et est jouable dans le jeu Animal Crossing sur GameCube. Il fait également une apparition dans WarioWare: Twisted! sur Game Boy Advance parmi les jeux de 9-Volt.